# Gish (videojuego)
Gish es un videojuego de plataformas de desplazamiento lateral de 2004 desarrollado por la desarrolladora independiente Cryptic Sea (seudónimo de Alex Austin) y publicado por Chronic Logic. Una secuela fue anunciada, pero posteriormente cancelada en 2009 después de que el diseñador y artista Edmund McMillen dejó el proyecto.
El juego fue presentado en el primer Humble Indie Bundle el mayo de 2010. Siguiendo el éxito de la promoción, Cryptic Sea prometió el código abierto del juego qué fue publicado el 29 de mayo de 2010. Una actualización por el decimoquinto aniversario del juego fue publicada el 31 de enero de 2020.

## Jugabilidad
En Gish, el jugador maneja al personaje epónimo, una bola de alquitrán de 12 libras. Además de moverse, Gish tiene cuatro habilidades: hacerse pegajoso, resbaladizo, sólido, y saltar expandiéndose. Cuando es pegajoso, puede subir por las paredes, quedarse pegado en los techos, y plantarse firmemente en un objeto sólido. Volviéndote resbaladizo hace a Gish resbaloso y sin fricción, dejándole deslizarse por las tuberías y se ha exprimido hacia fuera cuando es aplastado al mismo tiempo que logra meterse bajo objetos. Estando en estado sólido hace que el cuerpo de Gish se convierte en un peso rígido, dejándole empujar cualquier objeto que pudo haberlo pasado por debajo, caer más rápida, aplastar enemigos, romper plataformas rompibles, tapar corrientes de agua, y resistir a ser atropellado. Para saltar, Gish primero tiene que comprimir su cuerpo, para entonces expandirse logrando lanzarse a sí mismo al aire.
Las habilidades de Gish pueden ser combinadas para usos en situaciones específicas — como por ejemplo, mientras es pegajoso y resbaladizo, pueda subir paredes sin recoger objetos sueltos, y mientras es resbaladizo y sólido, puede deslizarse por colinas hacia abajo a una velocidad alta.

## Argumento
Gish es una bola de alquitrán quién vive alegremente con su novia humana Brea, hasta que un día una criatura oscura misteriosa la secuestra. Gish lucha en varios niveles con enemigos en los drenajes de Dross hasta que el jefe final aparece: Hera, la antigua compañera de clases de Gish  quién tiene un amor no correspondido por Gish. Gish la rechaza, y Hera amenaza con tirar a Brea hacia una fosa de lava. Después de que Gish derrota Hera, él tiene que rescatar a Brea. Si el jugador lo logra, Brea y Gish escapan y se convierten en famosos entomólogos, así como el primer matrimonio interespecífico legal en el mundo. Si el jugador falla, Brea es quema a muerte en la fosa de lava y Gish continúa su vida como un celibato, «voluntariado la mayoría de su tiempo en organizaciones de caridad que se especializa en traer concienciación sobre la lava hacia todo el público.» En el último caso, Brea es tachada de la foto del grupo final del juego.

## Historia

### Desarrollo
Gish fue desarrollado por Alex Austin, Edmund McMillen y Josiah Pisciotta. Toda la música y efectos de sonido fueron creados por Tim Smolens y Jeff Attridge de Game Audio Magic. El juego presenta canciones hechas por la banda de Smolens, Estradasphere, incluyendo Feed Your Mama's Meter del álbum Buck Fiebre. Edmund McMillen frecuentemente utiliza música por Estradasphere en juegos Flash creados para Diverge Creations.
El juego fue distribuido por Chronic Logic y otros distribuidores empezando en 2004. Una secuela estuvo anunciada, pero posteriormente cancelada en 2009 cuando Edmund dejó Cryptic Sea.
15 años después del lanzamiento del juego, Edmund y Cryptic Sea hicieron equipo de nuevo para crear una actualización por el 15º aniversario. La actualización incluyó los niveles eliminados del juego original, actualizaciones a niveles existentes, arreglos a errores, y muchas mejoras a la calidad de vida, como soporte para pantallas anchas y actualizaciones al menú. Una nueva portada para el juego fue proporcionada por TARHEAD.

### Humble Bundle y fuente abierta
En el mayo de 2010, Gish fue presentado en el primer Humble Indie Bundle. Siguiendo el éxito de la promoción de Humble Bundle, Cryptic Sea prometió publicar el código abierto del juego, qué eventualmente pasó el 29 de mayo de 2010 bajo la GPLv2. Como resultado, el 3 de junio de 2010 Gish fue adaptado para AmigaOS 4. Un hack para el juego fue creado pronto después del lanzamiento del código abierto que permite a Gish hacerse más grande y más pequeño.

### Continuación por la comunidad
Freegish es un proyecto creado por fanes basado en el código fuente de Gish. Freegish tiene como objetivo sustituir el contenido que es de la propiedad de Gish por contenido libre, y desarrollar también adaptaciones para una variedad de plataformas, incluyendo Linux, Mac OS X. Freegish es también bien convenido para las videoconsolas portátiles como la Pandora.

## Recepción y legado
El juego fue bien recibió en general. En el julio de 2016, Steamspy ha informado que contando solo Steam hay 300,000 dueños del juego.

### Premios
- 2005 IGF Grand Prize (Seumas McNally Grand Prize)[11]
- 2005 IGF Innovation in Game Design
- Game Tunnel's 2004 Indie Game of the Year[10]
- Game Tunnel's 2004 Adventure Game of the Year[13]

Gish también ganado el premio de 2004 «Best Independent Game» de Computer Games Magazine.

### Apariciones cameos
Gish aparece brevemente en el juego de PC Dumbo & Cool en uno de los niveles tardíos del juego.[cita requerida]
Además, Gish es un personaje desbloqueable en dos de los juegos Flash de McMillen, Meat Boy y Spewer,[cita requerida] así como un jefe, un enemigo y un objeto en The Binding of Isaac. Todos los juegos pueden ser encontrados en Newgrounds y ha recibido versiones nuevas para The Basement Collection, mientras que Isaac es un juego separado disponible a través de Steam. Gish también aparece en la versión de Xbox Live Arcade de Super Meat Boy como un personaje desbloqueable. También hace una aparición en Clubby the Seal, otro juego en Newgrounds.
Gish aparece en el juego de McMillen The End is Nigh como un PNJ secreto.
En Jelly Escape, un juego en AddictingGames, él hace una aparición como un aspecto adquerible.
Gish también será jugable en el juego próximo UFHO2.